# ایگناسیو سریچیو
ایگناسیو سریچیو (اسپانیایی: Ignacio Serricchio‎؛ زادهٔ ۱۹ آوریل ۱۹۸۲) یک هنرپیشه اهل آرژانتین است.
از فیلم‌ها یا برنامه‌های تلویزیونی که وی در آن نقش داشته‌است می‌توان به سخنران عروسی و گمشده در فضا اشاره کرد.